# Raritäten der Klaviermusik
Die Raritäten der Klaviermusik sind ein klassisches Musikfestival, welches jährlich im August im Schloss vor Husum stattfindet. Gründer und seither Leiter des Festivals ist seit 1987 der Berliner Pianist Peter Froundjian. Seither sind mehr als 2000 selten gespielte Klavierwerke zur Aufführung gekommen.

## Festivalaufbau
Der Ablauf des Musikfestivals folgt dabei alljährlich einem Kerngerüst im Aufbau. Es besteht zunächst aus acht Konzertabenden. An diesen werden selten gespielte Kompositionen im Rittersaal zur Aufführung gebracht. Daneben gibt es eine Matinee und eine Ausstellung zu einem Klavierthema vor Ort im Foyer des Schlosses.
Mittlerweile haben mehr als 150 Pianistinnen und Pianisten in Husum konzertiert. Die Pianisten studieren ein Programm ein, das sie aufgrund seiner Besonderheit (fast) nur in Husum spielen können, was im heutigen Konzertgeschäft eher ungewöhnlich ist. Aus diesem Grund wird ein hohes Engagement der Pianisten vorausgesetzt. Die Erfahrung zeigt, dass sie auf ein ungewöhnlich fachkundiges und interessiertes Publikum treffen. Das Zusammenwirken von Idealismus und meisterhaftem Klavierspiel seitens der Pianisten und einer besonderen Aufgeschlossenheit des Publikums führt zu intensiven Konzerterlebnissen.
Die Herausgabe des begleitenden Programmhefts ist bewusst umfangreich gehalten. Es soll dem interessierten Zuhörer hintergründige Informationen zu Komponisten, auftretenden Künstlern und der gespielten Werke vermitteln.
Einzelne Konzertabende werden mitgeschnitten. Sie werden beim dänischen Musiklabel Danacord Records verlegt. Durch die Produktion einer Live-CD erfuhr eine Auswahl der gespielten Werke eine größere Verbreitung. 2011 ist zudem ein Buch mit Hintergrundinformationen über das Festival mit dem Titel Jenseits des Mainstreams (englische Ausgabe Beyond the Mainstream) erschienen. Das Festival „Raritäten der Klaviermusik“ ist aufgrund seiner besonderen Programmatik weltweit einzigartig und zieht Musikliebhaber aus allen Teilen der Welt an. Veranstalter sind der Kreis Nordfriesland und die Stiftung Nordfriesland.

## Zielsetzung des Festivals
In Husum ist selten gespielte, aber dennoch anspruchsvolle Klaviermusik zu hören. Erklärtes Ziel dieses Festivals ist es, sich auf die Klavierwerke zu konzentrieren, die, obwohl qualitativ hochwertig, keinen Eingang in das Standardrepertoire gefunden haben.
In dem Buch Jenseits des Mainstreams beschreibt der Initiator und künstlerische Leiter des Festivals, Peter Froundjian, wie es zur Idee einer Festivalgründung kam:

„Das Schloss vor Husum sollte meine neue Arbeitsstätte werden, ein schlichter Backsteinbau mit einem charakteristischen Turm und einer durchaus historischen Aura, die das Innere des Schlosses durchweht. Nicht ein einziges Mal hatte ich bis dahin daran gedacht, ein Festival zu gründen. Doch die Begegnung mit dem Schloss und seinem Rittersaal ließ in meinem Kopf eine Vision entstehen, die realisierbar erschien. Im Rahmen eines einwöchigen Festivals könnte man, so stellte ich mir vor, gewisse eingefahrene Gleise des Musiklebens, die offenbar gewissen ungeschriebenen Gesetzen gehorchen, verlassen, Vorurteile aufbrechen, Programme abwechslungsreicher und damit erlebnisreicher gestalten. Wenn ein solches Festival zu einer differenzierten Sicht auf Musik beitragen und Werke, über die man vielleicht nur beiläufig gelesen hatte, ‚live‘ im Konzert erlebbar machten könnte, wäre viel gewonnen. […] Ich verspürte geradezu die Notwendigkeit einer Art von Aufarbeitungsarbeit nach einem 20. Jahrhundert, über das die Zeitläufe förmlich hinweggestürmt waren. Denn warum Kompositionen in Vergessenheit geraten, warum Komponisten – in der Gattung Klaviermusik sogar ausgesprochene Klavierkomponisten – aus dem Bewusstsein der Musiköffentlichkeit gefallen sind, hat vielfältige Gründe. Diese haben nicht unbedingt mit mangelnder Qualität zu tun, sondern zum einen mit zeitgeistlichen Tendenzen zugunsten einer vermeintlichen Progressivität, aber zum nicht geringen Teil mit persönlichen Schicksalen sowie politischen, soziologischen bzw. historischen Entwicklungen.“

## Auftretende Pianisten
Regelmäßig werden renommierte internationale Pianisten verpflichtet, z. B. Artur Pizarro, Marc-André Hamelin oder Håvard Gimse.
Eine vollständige Liste in alphabetischer Reihenfolge der Pianisten von 1987–2012 befindet sich hier. Die Jahreszahl in den Klammern ist das Jahr des Auftritts.

### A
- Donna Amato (1991)
- Piotr Anderszewski (2000)
- Ludmil Angelov (2005)
- Koji Attwood (2008)

### B
- Serge Babayan (1992)
- Andrea Bacchetti (2003 und 2005)
- Andreas Bach (1999)
- Paul Badura-Skoda (1994)
- Werner Bärtschi (1993)
- Mark Bebbington (2007)
- Markus Becker (2005)
- Jozef De Beenhouwer (1989)
- Giovanni Bellucci (2001 und 2010)
- Daniel Berman (1987 bis 1989, 1992, 2008 und 2011)
- İdil Biret (1989)
- Boris Bloch (1987, 1989, 1991, 1998 und 2004)

### C
- Sylvie Carbonel (1994)
- Roberto Cappello (1993, 1995 und 1997)
- Frederic Chiu (1997 und 1999)
- Roberto Cominati (2000)

### D
- Michal Dalberto (1998)

### E
- Ekaterina Derzhavina (2005 und 2007)
- Danny Driver (2011)
- Jean Dubé (2002)
- Duo mit Andreas Grau und Götz Schumacher (2012)
- Duo Tal & Groethuysen (2000, 2002 und 2006)
- Duo Quatre mains mit Peter Rummenhöller und Manfred Theilen (1987)
- Michael Endres (2005)

### F
- Janina Fialkowska (1998)
- Sergio Fiorentino (1993)
- Bengt Forsberg (1990)
- Philip Fowke (1988 und 1995)
- Peter Froundjian (1987 bis 1989, 1996, 2003 und 2008)

### G
- Kemal Gekić (2011)
- Håvard Gimse (2011)
- Marie-Cathérine Girod (1992, 1995, 1997, 2000 und 2003)
- Carlo Grante (1996)
- Sofja Gülbadamova (2012)
- Enrique Perez de Guzman (1993 und 1994)

### H
- Marc-André Hamelin (1988 bis 1990, 1992, 1994, 1996, 1998, 2000, 2002, 2004, 2006, 2008, 2010 und 2011)
- Wolf Harden (2012)
- Alex Hassan (2007)
- Endre Hegedüs (1995)
- Peter-Jürgen Hofer (1992)
- Stephen Hough (1992 und 1994)
- Leslie Howard (1998)

### J
- Peter Jablonski (2008)

### K
- Igor Kamenz (2004)
- Cyprien Katsaris (2003 und 2006)
- Nina Kavtaradze (1993)
- Rainer M. Klaas (1987 bis 1989)
- Benedikt Koehlen (1990)
- Anton Kuerti (1995 und 1997)
- Elena Kuschnerova (2003 und 2004)

### L
- Piers Lane (1996, 1998, 2007 und 2011)
- Kolja Lessing (1991, 1992, 2002 und 2007)
- Francesco Libetta (2000)
- Cécile Licad (2005 und 2006)
- Michail Lifits (2010)
- Konstantin Lifschitz (2002 und 2005)
- Jenny Lin (2010)
- Alexej Ljubimow (1991 und 1999)
- Jean-Marc Luisada (1989)
- Gianluca Luisi (2012)

### M
- Geoffrey Douglas Madge (1990)
- Oleg Marshev (1994 und 1998)
- Yuri Martinow (1997)
- Voytek Matushevski (1991)
- Frédéric Meinders (1999, 2001 und 06)
- Hamish Milne (1989, 1991, 1994, 1996, 2000 und 2006)
- Gabriela Montero (2006)
- Joseph Moog (2012)

### N
- Eldar Nebolsin (2006 und 2010)
- Jean-Frédéric Neuburger (2010)

### O
- Steven Osborne (2002)

### P
- Enrico Pace (2001 und 2002)
- Denis Pascal (2008 und 2009)
- Alfredo Perl (2001)
- Artur Pizarro (1996, 2009 und 2011)
- Jonathan Plowright (2003, 2004, 2006 und 2009)
- Michael Ponti (1987 und 1989)
- Roland Pöntinen (2005, 2008 und 2011)
- Jonathan Powell (2004, 2007, 2009 und 2011)

### R
- Abdel Rahman El Bacha (1996)
- Bernard Ringeisen (1992 und 1993)
- Eliane Rodrigues (2009)
- Sandro Russo (2012)
- Hubert Rutkowski (2012)

### S
- Fazıl Say (1999)
- Konstantin Scherbakov (2000, 2001 und 2009)
- Eckard Sellheim (1987)
- Igor Shukow (1990, 1992, 1994 und 96)
- Henri Sigfridsson (2001)
- Abbey Simon (1990 und 1991)
- Ronald Smith (1989 und 1995)
- Trevor Smith (1993)
- Olga Solovieva (2011)
- Evgeny Soifertis (2007)
- Sontraud Speidel (1991)
- Edna Stern (2004)
- Kathryn Scott (1996, 1997 und 1999)
- Vladimir Stoupel (1999)
- Arturo Sudbrack Jamardo (2003)
- Jeffrey Swann (1997)
- Roberto Szidon (1988)

### T
- Hiroaki Takenouchi (2007 und 2010)
- Claudius Tanski (1990)
- Seta Tanyel (1995 und 2003)
- Igor Tchetuev (2011)
- Amir Tebenikhin (2012)
- Nina Tichman (1988 und 2009)
- François-Joël Thiollier (2007)

### U
- Anatol Ugorski (2004)
- Fredrik Ullén (2001 und 2003)

### V
- Lev Vinocour (2008)
- Nadejda Vlaeva (2006 und 2011)
- Franz Vorraber (1998)

### W
- Nicholas Walker (1999 und 2002)
- Janice Weber (1990 und 2009)
- Peter Westenholz (1988)

## Spielstätte des Festivals
Spielstätte ist der 160 Zuhörer fassende Rittersaal im Schloss vor Husum.